# Coelioxys tiburonensis
Coelioxys tiburonensis är en biart som beskrevs av Cockerell 1924. Coelioxys tiburonensis ingår i släktet kägelbin, och familjen buksamlarbin. Inga underarter finns listade i Catalogue of Life.